# Junaci našega doba
Junaci našega doba, hrvatski je športski dokumentarni serijal. Naslovljen je prema romanu iz romantizma ruskog pisca Ljermontova Junak našeg doba, čime se htjelo dati do znanja da se radi o hrvatskim junacima današnjice, čiji je romantični podvig nastao u dobu snimanja filma i da se radnja zbila u Rusiji. Snima se u produkciji Nogomet promocije. Građu za film snimalo se od dana kad je hrvatska nogometna reprezentacija ušla u finale Svjetskog prvenstva u Rusiji 2018. godine. Serijal ima pet epizoda od 52 minute. Sadrži iscrpne intervjue s hrvatskim reprezentativcima, članovima njihovih obitelji, prijateljima, suigračima, navijačima, trenerima u mlađim uzrasnim kategorijama i svim onima koji su ugradili dio svog uspjeha u rusku priču. Scenaristi su Mislav Brcko i Ivan Blažičko, redatelj je Zlatko Mijoč, a producent je Nogometna promocija - Football Promotion d.o.o. za HRT.

## Vanjske poveznice
- Junaci nasega doba u internetskoj bazi filmova IMDb-a